# 巴甫利夫卡 (日梅林卡区)
巴甫利夫卡（烏克蘭語：Павлівка），是烏克蘭西南部文尼察州日梅林卡區巴尔市镇内的村落。面積5.1平方公里，海拔高度307米，2001年人口82，人口密度每平方公里16.11人。